# Resolució 2436 del Consell de Seguretat de les Nacions Unides
La Resolució 2436 del Consell de Seguretat de les Nacions Unides fou adoptada per unanimitat el 21 de setembre de 2018. El Consell demana al Secretari General de les Nacions Unides que vetlli perquè les missions de pau de l'ONU tinguin un lideratge capaç i responsable i que es facin suggeriments per a millorar el rendiment de la missió i el possible impacte negatiu en la implementació dels mandats. També reafirma el seu suport a la política de tolerància zero amb l'assetjament sexual en les operacions de manteniment de la pau.